# Питер Хардеман Бернет
Питер Хардеман Бернет (енгл. Peter Hardeman Burnett; Нешвил, 15. новембар 1807 — Сан Франциско, 17. мај 1895) је био амерички политичар и први гувернер Калифорније. Мандат му је трајао од 20. децембра 1849. до 9. јануара 1851. Такође је био и први гувернер Калифорније који је поднео оставку на ту дужност. Бернет је у децембру 1849. кратко био на функцији територијалног цивилног гувернера Калифорније.